# Karl Allgöwer
Karl Allgöwer (Geislingen an der Steige, 1957. január 5. –) világbajnoki ezüstérmes nyugatnémet válogatott német labdarúgó, középpályás.

## Pályafutása

### Klubcsapatban
Az SV Altenstadt és az SC Geislingen csapataiban kezdte a labdarúgást. 1977-ben a másodosztályú Stuttgarter Kickers csapatában kezdődött a profi pályafutása még csatárként. Három idény alatt 119 bajnoki mérkőzésen 59 gólt szerzett. Ezt követően szerződtette az élvonalbeli VfB Stuttgart, ahol tagja volt az 1983–84-es bajnokcsapatnak. 1988–89-ben UEFA-kupa döntős az együttessel, de alul maradnak a Diego Maradona által vezényelt SSC Napoli ellen. 1991-ben vonult vissza az aktív labdarúgástól.

### A válogatottban
1980 és 1982 között két B-válogatott mérkőzésen szerepelt és egy gólt szerzett. 1980 és 1986 között tíz alkalommal szerepelt a nyugatnémet válogatottban. 1980 novemberében Hannoverben Franciaország ellen mutatkozott be sikerrel a Jupp Derwall által irányított válogatottban. Az 1982-es spanyolországi világbajnokságon várható volt a beválogatása a keretbe, de Allgöwer a torna előtt visszavonult a válogatottságtól. 1985 októberében tért vissza a válogatottba már Franz Beckenbauer szövetségi kapitánysága idején. Tagja volt az 1986-os világbajnoki ezüstérmes csapatnak Mexikóban, de pályára nem lépett.

## Sikerei, díjai
NSZK
- Világbajnokság
  - ezüstérmes: 1986, Mexikó

 VfB Stuttgart
- Nyugatnémet bajnokság (Bundesliga)
  - bajnok: 1983–84
- Nyugatnémet kupa (DFB-Pokal)
  - döntős: 1986
- UEFA-kupa
  - döntős: 1988–89